# Cantone di Drancy
Il Cantone di Drancy è una divisione amministrativa dell'Arrondissement di Bobigny.
A seguito della riforma complessiva dei cantoni del 2014 è stato ridisegnato.

## Composizione
Prima della riforma del 2014 comprendeva la parte meridionale del comune di Drancy, mentre dal 2015 ne comprende la parte occidentale.